# Starobilsk
Starobilsk (ukrainska: Старобільськ uttal (fil); ryska: Старобельск, Starobelsk) är en stad i Luhansk oblast i östra Ukraina. Folkmängden uppgick till 16 267 invånare 2021.

## Historia
Platsen har varit bebodd sedan åtminstone 1686.
Under andra världskriget inrättades i Starobilsk ett av Röda arméns krigsfångläger för polska officerare. I april och maj 1940 avrättade den sovjetiska säkerhetstjänsten, NKVD, tusentals polska officerare på tre platser i Sovjetunionen. Avrättningsplatsen för Starobilskfångarna var Pjatychatky (ukrainska: П'ятихатки) i norra delen av Charkiv. Mest känd av dessa massavrättningar är dock Katynmassakern i närheten av Smolensk.